# D. L. Menard
Pour les articles homonymes, voir Menard.
Doris Leon Menard, dit D. L. Menard, est un chanteur et auteur-compositeur américain de musique cadienne, né à Erath le 14 avril 1932 et mort le 27 juillet 2017 à Scott en Louisiane.

## Biographie
D. L. Menard débute dans les salles de danse vers la fin des années 1940 et est en activité jusqu'à sa mort. Il s'est fait connaitre avec sa chanson La Porte d'en arrière en 1962 et En bas du chêne vert.
On l'a honoré à plusieurs reprises dont en 1994 avec un prix du Folk Heritage Fellowship du National Endowment for the Arts.
Il reçoit In Memoriam un Coup de Cœur Musiques du Monde 2018 de l’Académie Charles Cros.